# Maynor Cabrera
Maynor Obed Cabrera Saravia (Siguatepeque, Comayagua, Honduras; 17 de julio de 1989) es un futbolista de nacionalidad hondureña. Juega en la posición de delantero y su actual equipo es el Génesis de la Liga Nacional de Honduras.

## Trayectoria
Maynor Obed Cabrera Saravia se inició en las Fuerzas Básicas del Deportes Savio, juega como delantero y debutó el 19 de enero de 2013 contra el Club Deportivo Victoria[cita requerida]; con el Deportes Savio ha conseguido llegar a dos liguillas, ambas terminando en cuartos de final, siendo uno de los delanteros estrellas del club.[cita requerida] Maynor Obed Cabrera Saravia utilizó la playera número #9 con los Totoposteros. Posteriormente ha pasado por clubes de la Liga de Ascenso de Honduras.[cita requerida]

## Clubes
| Club                   | País     | Año       |
| ---------------------- | -------- | --------- |
| Deportes Savio         | Honduras | 2013-2018 |
| Santos Fútbol Club     | Honduras | 2018-2020 |
| Juticalpa Fútbol Club  | Honduras | 2021      |
| Olancho Fútbol Club    | Honduras | 2022      |
| Club Deportivo Génesis | Honduras | 2023-     |